# Прогресивна соціалістична партія України
Прогресивна соціалістична партія України — заборонена в Україні проросійська партія лівого спрямування. Створена в Україні 20 квітня 1996 року, відтоді очолювана Наталією Вітренко.
Партія протестувала проти вступу України до НАТО, ЄС, СОТ, реабілітації воїнів ОУН-УПА. Декларувала прихильність до «східнослов'янської культури» й канонічного православ'я, Україну бачила в союзі з Росією й Білоруссю. З середини 2000-х партія втратила рейтинг та не мала підтримки українських виборців.
20 березня 2022 року, після вторгнення Росії до України указом Президента України діяльність партії була призупинена на час воєнного стану, а 23 червня суд повністю заборонив її діяльність.

## Ідеологія

### Програма
Теоретичною основою програми ПСПУ був марксизм. У партії вважали, що відхід від марксистської теорії призвів до «збочень» КПРС та її «скочування до опортунізму». Відповідно партійні ідеологи стверджували, що послідовниками КПРС і «реставраторами буржуазного суспільства» в Україні виступили ті «ліві» партії, які голосували за «буржуазну конституцію» й створили законодавчу базу реформ разом з правими й центристськими партіями. ПСПУ позиціонувала себе ідеологічною опозицією та відстоювала радикальну зміну курсу реформ. Головною умовою зміни курсу реформ вважався розрив відносин з Міжнародним валютним фондом та визнання стратегічними партнерами Росії та Білорусі.
ПСПУ декларувала боротьбу за відновлення планової економіки, інвентаризацію приватизованих об'єктів, їхню націоналізацію, неприпустимість продажу землі.
В соціальній політиці декларувалася реформа системи зарплатні, пенсії й соціальних виплат на основі їхньої відповідності прожитковому мінімуму й повернення трудових заощаджень населенню, забезпечення безкоштовною охорони здоров'я та освіти, доступність житлово-комунальних послуг.
У своїй програмі та передвиборчій платформі ПСПУ виступала за надання російській мові в Україні статусу державної, рівних прав громадян незалежно від їхньої расової чи національної належності, соціального чи майнового стану.
Ідеологія ПСПУ з часу її утворення значно змінилася. Так, на початку створення ПСПУ Наталія Вітренко заявляла, що вона є атеїсткою і жорстко критикувала Православну церкву, а ближче до 2010 року стала запеклою прихильницею Московського патріархату, на рівні партії почала пропагувати її ідеї, що не сумісно з ідеологією марксизмом. Згодом, а надто після 2014 року та початку російського вторгнення, ПСПУ та її лідери остаточно зайняли жорстку проросійську позицію, звинувачуючи у війні на Сході та окупації Криму виключно Україну.

### Проросійська ідеологія
Керівник партії Наталія Вітренко мала антизахідну та проросійську позицію. Станом на 2013 рік партія була однією з 14 найбільших проросійських партій України.

## Символіка
Емблема ПСПУ — круглий щит синього кольору, на якому по колу літерами жовтого кольору розміщено повну назву партії: «Прогресивна соціалістична партія України». У центрі щита — п'ятикутна зірка червоного кольору, на фоні якої зображено червону троянду під кутом 45 градусів.
Прапор ПСПУ — полотнище прямокутної форми червоного кольору, по центру якого розміщено емблему ПСПУ, на прапорі по зовнішньому колу емблеми літерами жовтого кольору розміщено: «Прогресивна соціалістична партія України».

## Історія
Дата реєстрації ПСПУ — 9 липня 1996 року, свідоцтво № 753. Оргкомітет ПСПУ створений 21 лютого 1996 року.
На установчому з'їзді 20 квітня 1996 року прийнято програмну заяву й статут. Як проголошує сайт партії, причиною її створення є «захист соціалістичної ідеї». Керівниками партії стали Наталія Вітренко і Володимир Марченко, виключені з Соціалістичної партії України через незгоду із зсувом ідеології партії в бік соціал-демократії.
На парламентських виборах 1998 року партія брала участь самостійно, отримавши голоси 1 млн виборців (4,04 %). Результат — 7 місце серед 30 учасників. З 79 членів, висунутих в одномандатних округах, було обрано двох. Депутатська фракція ПСПУ у ВРУ склала 14 осіб.
На президентських виборах у березні 1999 року голова ПСПУ набрала 10,97 % голосів виборців (4 місце).
За період роботи в парламенті фракція внесла понад 70 законопроєктів, які реалізують основні положення передвиборчої платформи: «Основи внутрішньої і зовнішньої політики», бюджетні резолюції, закони про оцінку майна, про вихід з МВФ, про повернення капіталів, вивезених з України, про оплату праці, про пенсійне забезпечення, про прожитковий мінімум, про повернення трудових заощаджень, про трудові колективи, концепцію податкового кодексу та ін.
На парламентські вибори 2002 року політсила брала участь як основа виборчого блоку політичних партій «Блоку Наталії Вітренко». За підсумками голосування, блок отримав голоси 836 198 виборця (3,22 %), посів 7 місце з 33-х. В одномандатних округах не вдалося пройти жодному представникові ПСПУ. ПСПУ перестала бути парламентською партією. На жодних подальших парламентських виборах партія не наближалася до подолання прохідного бар'єру.
У першому турі президентських виборів в жовтні 2004 року Вітренко посіла п'яте місце, отримавши 1,53 % голосів. Надалі підтримала Віктора Януковича.
На парламентських виборах 2006 року ПСПУ об'єдналася з партією «Русько-Український Союз» (голова — Іван Симоненко) в Блок Наталії Вітренко «Народна опозиція». Блок отримав голоси 743 тис. виборців (2,93 %), зайняв 6-е місце з 45-ти і не потрапив до парламенту.
Наталія Вітренко  ·  Володимир Марченко  ·  Павло Баулін  ·  Людмила Кайоткіна  ·  Валерій Іванов
На позачергових парламентських виборах 2007 року ПСПУ підтримало 1,32 % виборців (309 088 голосів), партія посіла 7 місце серед 20 і не потрапила до Ради. Партія не брала участі у парламентських виборах 2012 та 2014 років.
12 червня 2015 року партія разом з КПУ, трьома дрібнішими політичними партіями (серед яких партія «Київська Русь» і Робоча партія України), тринадцятьма громадськими організаціями (серед яких Слов'янський комітет України) і шістьма фізичними особами створили рух «Ліва опозиція».
|      |  |      |  |
| 1998 |  | 2002 |  |

|      |  |      |  |  |
| 2006 |  | 2007 |  |  |

## Акції
Найбільші акції — піший 100-км хід з Яготина до Києва у червні 1997 року (167 осіб); голодування 67 членів ПСПУ біля стін ВРУ в липні 1997 р. з вимогою відставки президента й уряду Лазаренка; «скорботний хід» у грудні 1998 р. з протестами проти «геноциду» в країні (ці демонстрації відбулися у 12 областях України та Києві); мітинги протесту 29 жовтня 2000 року під гаслом «За Україну — без Кучми, МВФ та олігархів» у 146 містах України; мітинги 16 липня 2001 року під гаслом «За Союз України, Білорусі та Росії» у 107 містах України; мітинги протесту 27–28 жовтня 2001 року під гаслом «Захистимо своє право на життя» у 402 містах і селах України; 9 вересня 2002 року потужна антиамериканська демонстрація в Києві під гаслами: «Ні — третій світовій війні», «Ні Україні в НАТО», «США — руки геть від Іраку», яка закінчилася мітингом біля посольства США.
Станом на 1 травня 2002 року було створено «Народну опозицію», засновниками якої є 4 політичні партії: ПСПУ, «Руський Блок», ВОЛ «Справедливість», Партія освітян України; громадські організації: жіноча організація «Дар життя», «Молодь за справедливість», «Освітяни за справедливість», «Русское движение», профспілка «Конфедерація праці України».
ПСПУ має угоди про співробітництво з Партією національного відродження «Народна воля» (Росія), Сербською радикальною партією, Партією арабського соціалістичного відродження (Ірак).

## Критика
Антинатовську діяльність Вітренко ототожнюють з російським фондом «Громадська думка» на чолі з близьким до Кремля політтехнологом Глібом Павловським.
Російський політтехнолог, генеральний директор «Національного політичного агентства» Росії Дмитро Алексєєв в грудні 2013 року заявив, що Росія намагається «кувати» проросійських політиків в Україні, тому фінансувала ПСПУ Вітренко і надалі фінансує «Український вибір» Медведчука.
Партію звинувачували в українофобстві.